# شارل-گوستاو کوهن
شارل-گوستاو کوهن (انگلیسی: Charles-Gustave Kuhn; ۲۸ آوریل ۱۸۸۹ – ۱۸ دسامبر ۱۹۵۲) سوارکار پرش اهل سوئیس بود.